# Longa Marcha 2E

Foguete Longa Marcha 2E

Longa Marcha 2E (Chang Zheng 2E em pinyin, abreviado para CZ-2E) foi um modelo da família de foguetes Longa Marcha. O mesmo foi projetado para lançar satélites de comunicações comerciais, o Longa Marcha 2E foi aposentado em favor do Longa Marcha 3B, após dois lançamentos fracassados. Lançado a partir do complexo 2 no Centro Espacial de Xichang, ele era um foguete de três estágios. O Longa Marcha 2E fez seu voo inaugural em 16 de julho de 1990, e foi aposentado em 28 de dezembro de 1995. Ele forma a base do Longa Marcha 2F, usado para lançar as missões tripuladas Shenzhou. Os foguetes também foram reutilizados no Longa Marcha 3B e Longa Marcha 3C.

## Características
O Longa Marcha 2E foi um lançador orbital chinês de três estágios e quatro aceleradores projetados para colocar satélites em órbita terrestre baixa ou em órbita geoestacionária. Podia colocar até 9200 kg de carga em uma órbita de 200 km de altura ou 3370 kg em uma órbita de transferência geoestacionária. Foi retirado de serviço em 1995.

## Histórico de lançamentos
| Voo | Data                   | Plataforma de lançamento         | Carga      | Resultado     | Notas |
| --- | ---------------------- | -------------------------------- | ---------- | ------------- | --- |
| 1   | 16 de julho de 1990    | Centro Espacial de Xichang, LC-2 | Badr 1     | Êxito         | Primeiro voo. |
| 2   | 13 de agosto de 1992   | Centro Espacial de Xichang, LC-2 | Optus B1   | Êxito         | |
| 3   | 21 de dezembro de 1992 | Centro Espacial de Xichang, LC-2 | Optus B2   | Êxito parcial | A coifa colapsou 45 segundos após o lançamento devido a uma falha do sistema de orientação em compensar os efeitos dos fortes ventos. No entanto, o foguete seguiu seu curso e conseguiu colocar em órbita o satélite danificado.                                                                             |
| 4   | 27 de agosto de 1994   | Centro Espacial de Xichang, LC-2 | Optus B3   | Êxito         | |
| 5   | 25 de janeiro de 1995  | Centro Espacial de Xichang, LC-2 | APStar 2   | Falha         | A coifa entrou em colapso em um incidente similar ao do lançamento de 21 de dezembro de 1992, mas em um momento mais tardio durante o voo, destruindo o satélite e o foguete, os restos dos mesmos caíram em uma localidade próxima e matando pelo menos 20 pessoas, e é possível este número chegar até 120. |
| 6   | 28 de novembro de 1995 | Centro Espacial de Xichang, LC-2 | AsiaSat 2  | Êxito         | |
| 7   | 28 de dezembro de 1995 | Centro Espacial de Xichang, LC-2 | Echostar 1 | Êxito         | |